# Brunduvor
Brunduvor (Phapitreron) är ett släkte med fåglar i familjen duvor inom ordningen duvfåglar. Släktet omfattar fyra arter som alla förekommer i Filippinerna:
- Mindre brunduva (P. leucotis)
- Större brunduva (P. amethystinus)
- Mindanaobrunduva (P. brunneiceps)
- Tawitawibrunduva (P. cinereiceps)